# Bernardo Cozzucli
Bernardo Cozzucli of Cozzuoli (Palermo, 29 augustus 1836 - 3 november 1902) was rooms-katholiek bisschop van Nicosia in het koninkrijk Italië, van 1881 tot zijn overlijden in 1902.

## Levensloop
In 1859 werd Cozzucli tot priester gewijd; het was het laatste jaar van het bestaan van het koninkrijk der Beide Siciliën. Hij bleef actief, na de eenmaking van Italië, als priester in het aartsbisdom Palermo op Sicilië.
In 1881 benoemde paus Leo XIII Cozzucli tot bisschop van Nicosia, Sicilië. Kardinaal-aartsbisschop van Palermo Michelangelo Celesia wijdde hem tot bisschop. Cozzucli maakte werk van de restauratie van het voormalig klooster San Biagio; hij richtte er vervolgens het priesterseminarie in. Het bisdom Nicosia was immers opgericht circa zestig jaar tevoren (1817) en had tot dan geen vaste plek voor priesteropleidingen.